# Учан (Хейлунцзян)
Учан (кит. спр. 五常市, піньїнь: Wŭcháng Shì) — місто-повіт в східнокитайській провінції Хейлунцзян, складова міста Харбін.

## Географія
Учан розташовується на півдні префектури.

### Клімат
Місто знаходиться у зоні, котра характеризується вологим континентальним кліматом зі спекотним літом. Найтепліший місяць — липень із середньою температурою 22.6 °C (72.7 °F). Найхолодніший місяць — січень, із середньою температурою -18.4 °С (-1.1 °F).
| Клімат Учана            | Клімат Учана | Клімат Учана | Клімат Учана | Клімат Учана | Клімат Учана | Клімат Учана | Клімат Учана | Клімат Учана | Клімат Учана | Клімат Учана | Клімат Учана | Клімат Учана | Клімат Учана |
| Показник                | Січ.         | Лют.         | Бер.         | Квіт.        | Трав.        | Черв.        | Лип.         | Серп.        | Вер.         | Жовт.        | Лист.        | Груд.        | Рік          |
| Середня температура, °C | −18,4        | −14,9        | −4,4         | 6,4          | 14,1         | 19,5         | 22,6         | 21,1         | 14,3         | 5,7          | −5,1         | −14,6        | 3,9          |
| Норма опадів, мм        | 4.5          | 6.1          | 12.3         | 26.9         | 46.8         | 91.8         | 173.9        | 131.4        | 65.2         | 31.8         | 12.2         | 6.1          | 609          |
| Днів з опадами          | 6,1          | 5,9          | 5,9          | 7,8          | 11,1         | 13,5         | 16           | 14,3         | 11,2         | 8,2          | 6,6          | 6,8          | 113,4        |
| Вологість повітря, %    | 69.9         | 65.8         | 55.7         | 49.9         | 51.3         | 65.4         | 77.4         | 78.6         | 70.5         | 62.8         | 65.7         | 69.6         | 65.2         |
| ----------------------- | ------------ | ------------ | ------------ | ------------ | ------------ | ------------ | ------------ | ------------ | ------------ | ------------ | ------------ | ------------ | ------------ |
| Джерело: Weatherbase    |              |              |              |              |              |              |              |              |              |              |              |              |              |